# Don McManus
Don McManus (San Diego, 8 novembre 1959) è un attore statunitense.

## Filmografia parziale

### Cinema
- Palle d'acciaio (Head Office), regia di Ken Finkleman (1985)
- Le ali della libertà (The Shawshank Redemption), regia di Frank Darabont (1994)
- Air Force One, regia di Wolfgang Petersen (1997)
- Magnolia, regia di Paul Thomas Anderson (1999)
- Hannibal, regia di Ridley Scott (2001)
- Ubriaco d'amore, regia di Paul Thomas Anderson (2002)
- Il mistero dei Templari - National Treasure, regia di Jon Turteltaub (2004)
- Ocean's Thirteen, regia di Steven Soderbergh (2007)
- Maze Runner - Il labirinto (The Maze Runner), regia di Wes Ball (2014)
- Under the Silver Lake, regia di David Robert Mitchell (2018)
- Vice - L'uomo nell'ombra (Vice), regia di Adam McKay (2018)

### Televisione
- Dawson's Creek - serie TV, 1 episodio (2001)
- CSI: Miami - serie TV, episodio 1x18 (2002)
- West Wing - Tutti gli uomini del Presidente (The West Wing) - serie TV, episodio 2x22 (2001)
- Giudice Amy - serie TV, 1 episodio (2003)
- Cold Case - Delitti irrisolti (Cold Case) - serie TV, 1 episodio (2003)
- Mom - serie TV, 10 episodi (2014-2017)
- Castle – serie TV, episodio 7x19 (2015)
- Sorry for Your Loss – serie TV, 1 episodio (2018)

#### Videogiochi
- Norman ‘Super Spesh’ Caldwell in Wolfenstein II: The New Colossus

## Doppiatori italiani
Nelle versioni in italiano delle opere in cui ha recitato, Don McManus è stato doppiato da:
- Massimo Lodolo in Dawson's Creek, Giudice Amy
- Saverio Indrio in Saving Grace, Private Practice
- Sergio Lucchetti in Psych, Under the Silver Lake
- Ambrogio Colombo in Magnolia[1]
- Natale Ciravolo in Ally McBeal
- Giovanni Petrucci in The Closer
- Maurizio Reti in CSI: Miami[2]
- Stefano Miceli in CSI - Scena del crimine
- Francesco Orlando in Nip/Tuck
- Paolo Maria Scalondro in Cold Case - Delitti irrisolti
- Teo Bellia in Dexter
- Enrico Pallini in Malcolm
- Valerio Sacco in 24
- Vittorio De Angelis in The Glades
- Davide Marzi in The Mentalist
- Alberto Angrisano in NCIS - Unità anticrimine
- Antonio Palumbo in Castle
- Roberto Stocchi in Justified
- Gianluca Machelli in Code Black[3]
- Stefano Alessandroni in Vice - L'uomo nell'ombra
- Dimitri Winter in Hannibal (ridoppiaggio)

Da doppiatore è sostituito
- Luca Ghignone in Wolfenstein II: The New Colossus [4]